# Вила Део-Вила Панаро (Кјети)
Вила Део-Вила Панаро је насеље у Италији у округу Кјети, региону Абруцо.
Према процени из 2011. у насељу је живело 142 становника. Насеље се налази на надморској висини од 142 м.